# Volta Internacional da Pampulha 2005
A Volta Internacional da Pampulha 2005 foi a setima edição do evento. A brasileira Lucélia Peres e o queniano Lawrence Kiprotich foram os vencedores da corrida.

## Resultados

### Masculino
| Pos          | Nº | Atleta                       | Idade | Equipe                   | Tempo    | Tempo    |
| Pos          | Nº | Atleta                       | Idade | Equipe                   | Bruto    | Líquido  |
| ------------ | -- | ---------------------------- | ----- | ------------------------ | -------- | -------- |
| 1            | 1  | Lawrence Kipotich            | 21    | Nike                     | 00:52:23 | 00:52:23 |
| 2            | 18 | Mathew Cheboi                | 23    | Fila                     | 00:52:40 | 00:52:39 |
| 3            | 19 | John Kiprotich               | 25    | Fila                     | 00:52:56 | 00:52:56 |
| 4            | 3  | Paulo Alves dos Santos       | 28    | Mizuno UNICSUL Pinheiros | 00:53:24 | 00:53:21 |
| 5            | 64 | Peter Kiplagat Sitienei      | 21    | Mizuno                   | 00:53:58 | 00:53:58 |
| 6            | 17 | Charles Kipngetich Korir     | 25    | Fila                     | 00:54:01 | 00:53:59 |
| 7            | 24 | Francisco Barbosa dos Santos | 32    | Cruzeiro Esporte Clube   | 00:54:15 | 00:54:13 |
| 8            | 21 | José Eraldo de Lima          | 24    | Mizuno                   | 00:54:27 | 00:54:26 |
| 9            | 36 | José Gutembergue Ferreira    | 29    | Pé de Vento              | 00:54:28 | 00:54:26 |
| 10           | 25 | João Ferreira de Lima        | 32    | Cruzeiro Esporte Clube   | 00:54:35 | 00:54:34 |
| Fonte:Yescom |    |                              |       |                          |          |          |

### Feminino
| Pos          | Nº  | Atleta                      | Idade | Equipe                     | Tempo    | Tempo    |
| Pos          | Nº  | Atleta                      | Idade | Equipe                     | Bruto    | Líquido  |
| ------------ | --- | --------------------------- | ----- | -------------------------- | -------- | -------- |
| 1            | 300 | Lucélia de Oliveira Peres   | 24    | ABC/Petrobras/Mizuno/UPI   | 01:00:57 | 01:00:57 |
| 2            | 302 | Sirlene Souza de Pinho      | 29    | Memorial/Mizuno            | 01:02:01 | 01:02:01 |
| 3            | 315 | Marizete de Paula Rezende   | 31    |                            | 01:02:25 | 01:02:25 |
| 4            | 311 | Anne Cheptanui Berewe       | 23    | Fila                       | 01:03:15 | 01:03:15 |
| 5            | 324 | Marizete Moreira dos Santos | 30    | Caso-DF                    | 01:03:42 | 01:03:42 |
| 6            | 312 | Margaret Karie Toroitich    | 26    | Fila                       | 01:03:58 | 01:03:58 |
| 7            | 322 | Jeniffer Araujo dos Santos  | 23    | TRANSP ELIJUR              | 01:04:03 | 01:04:03 |
| 8            | 301 | Marily dos Santos           | 27    | Mizuno/Montevergine        | 01:04:18 | 01:04:18 |
| 9            | 304 | Rosa Jussara Barbosa        | 30    | Universidade Caxias do Sul | 01:04:25 | 01:04:25 |
| 10           | 310 | Luzia de Souza Pinto        | 29    | Mizuno                     | 01:05:18 | 01:05:18 |
| Fonte:Yescom |     |                             |       |                            |          |          |